# Katedra św. Małgorzaty w Ayr
Katedra w Ayr (ang. Cathedral of Saint Margaret, Ayr) – katedra rzymskokatolicka w Ayr. Główna świątynia diecezji Galloway. Mieści się przy John Street.
Budowa świątyni zakończyła się w 1957, konsekrowana w 1957. Reprezentuje styl neogotycki. Nie posiada wieży.